# Calendulauda alopex
Calendulauda alopex là một loài chim trong họ Alaudidae.